# ヘンリー・フェアフィールド・オズボーン
ヘンリー・フェアフィールド・オズボーン（Henry Fairfield Osborn, 1857年8月8日‐1935年11月6日）は、アメリカ合衆国の古生物学者、地質学者である。優生学論者でもあった。

## 生涯
1857年コネチカット州、フェアフィールドに生まれる。1877年プリンストン大学を卒業後イギリスに渡り、動物学者のF.M.バルフォア、T.H.ハクスリーらに師事した。帰国後、1883年プリンストン大学の比較解剖学の教授に就任した。1891年にはコロンビア大学の生物学の教授に就任し、また1896年からは動物学の教授を務めた。1891年アメリカ自然史博物館のキュレーターに就任し、自らが長を務める古脊椎動物部門を設置した。1908年‐1933年の長きにわたり館長を務め、在任中には同博物館に世界最高レベルの化石コレクションを収集した。古生物学者エドワード・ドリンカー・コープに師事しており、コープの化石コレクションの多くもコープの死後同博物館に移された。1877年のコロラド州とワイオミング州を筆頭に、北アメリカ西部をはじめアジア、アフリカに意欲的に化石発掘団を派遣した。1897年11月23日、セオドア・ルーズベルトとジョージ・バード・グリンネルによって設立された野生動物保護団体、ブーン・アンド・クロケット・クラブ (英語版)のメンバーに選ばれた。
研究の専門は化石哺乳類(サイ、ブロントテリウム、長鼻類、ウマ)でこれらの研究から適応放散、平行進化などの概念を立てた。また、数多くの恐竜類の命名、記載者としても知られ、1905年のティラノサウルス・レックス、1923年のペンタケラトプス、1924年のヴェロキラプトルなどが有名。特にデイノドンの可能性が あったライディーの標本に対し、より状態の良い標本に響きもよいティラノサウルス・レックス(暴君竜の王)をあたえ普及させた功績は大きい。
自身の研究活動や、研究支援活動を通じてアメリカの古脊椎動物学の発展に大きく貢献し指導的立場にあった。本人も大いに自負し時には尊大と思われる行為も行ってはいるが評価は得ている。
一方でオズボーンの寄与にはほとんど評価を受けていないものもある。化石哺乳類とくに絶滅長鼻類の研究から、今日では疑わしい説とされるラマルキズムに傾倒した定向進化説を支持したことや、そこから派生した優生学に関する活動がこれらに該当する。著書としては多大な影響力を発揮した教科書『哺乳類の時代』(The Age of Mammals、1910年)が時に有名。他に『Man of the old stone age』 、1915年、『The origin and evolution of life』、1917年などがある。1926年に王立協会外国人会員選出。

## 論文
- Osborn Henry Fairfield, 田中茂穗「爬蟲類の分類に就て(第1回)」『動物学雑誌』第16巻第192号、東京動物學會、1904年、400頁、NAID 110003357335。
- Osborn Henry Fairfield, 田中茂穗「爬蟲類の分類に就て(第二回)」『動物学雑誌』第16巻第194号、東京動物學會、1904年、462-466頁、NAID 110003368060。